# Prince Randian
Prince Randian (Demerara, 12 ottobre 1871 – New York, 19 dicembre 1934) è stato un attore e circense guyanese naturalizzato statunitense, noto per la sua tetramelia che ne fece un popolare performer di sideshow nei primi del novecento.
Apparve nel film del 1932 Freaks nel ruolo di sé stesso (accreditato erroneamente come "Rardion") ed era noto anche con vari soprannomi che ne mettevano in risalto la condizione, come The Snake Man, The Human Torso, The Human Caterpillar, The Living Torso, The Caterpillar Man, The Human Cigar e The Human Worm.

## Vita e carriera
Prince Randian, del quale non si conosce il vero nome, nasce in Demerara, Guyana britannica, nel 1871, figlio di servi anglo-indiani. Si conosce davvero poco dei suoi primi anni di vita e di come fu scoperto, ma sembra che le sue notevoli capacità non rimasero inosservate. Nato in Guyana e poi vissuto alle Isole Vergini, fu portato negli Stati Uniti d'America dalla P.T. Barnum nel 1889.
Randian apparve nei cosiddetti freak shows, dove dimostrò con quale destrezza e facilità egli fosse in grado di farsi la barba, scrivere, dipingere e rollare sigarette, il tutto senza braccia e gambe. Era abbastanza autosufficiente negli spostamenti, muovendo fianchi e spalle con movimenti serpentini. La scatola dove teneva l'occorrente per il fumo era stata costruita da Randian stesso, usando bocca e spalle per manipolare il materiale; pare che a volte scherzasse affermando di voler costruire la propria casa.
In una nota scena del film Freaks, Randian è ripreso mentre accende la propria sigaretta, la quale è stata in precedenza fabbricata usando solo i propri denti, le labbra e la lingua. Con la sigaretta all'angolo della bocca, sposta un piccolo contenitore davanti a sé e mostrando grande destrezza, necessaria nella sua vita, apre la scatola con la bocca e prende un fiammifero tra le labbra. Con un altro movimento veloce, chiude e gira la scatola, sfregando ed accendendo il fiammifero, appoggiandolo poi sul contenitore, dando fuoco alla sigaretta. In una prima registrazione della scena, Randian rolla la sigaretta ma la sequenza non appare nel rilascio finale del film.
Randian era un uomo molto colto e parlava l'inglese, il tedesco ed il francese, oltre all'hindi, la sua lingua nativa. Nel film Freaks formula un'unica frase con un accento quasi incomprensibile (dopo aver dimostrato le sue abilità con la bocca e la lingua nell'accendersi la sigaretta, chiede in inglese ad un altro performer: "Puoi fare qualcosa con le sopracciglia?"). Le persone che avevano lavorato con Randian ricordano ch'era solito fare uno scherzo con cui si divertiva moltissimo: si nascondeva in una scatola o altro contenitore abbastanza piccolo da essere trasportato da una persona. Dopo aver atteso pazientemente che questa si avvicinasse e che fosse completamente sola, a quel punto improvvisamente gridava.
Randian si sposò con una donna hindù conosciuta solo come Princess Sarah, che gli rimase devota per tutto il periodo di lavoro circense. La coppia ebbe quattro bambini (tre figlie, Mary, Elizabeth, e Wilhelmina, ed un figlio, Richard). e si stabilì poi a Paterson, nel New Jersey. Randian morì all'età di 63 anni il 19 dicembre 1934 alle 19:00, per un attacco di cuore subito dopo la sua ultima esibizione al Sam Wagner della 14ª Street Museum a New York, dopo aver visitato feste e musei in America per ben quarantacinque anni.